# Geisslerlieder

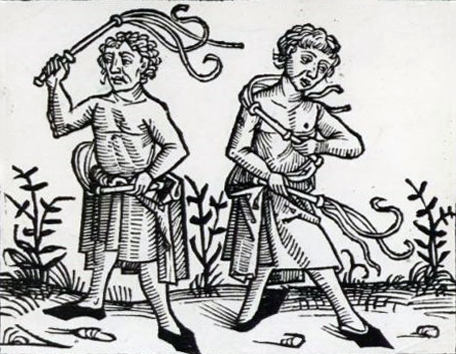
Biczownicy na drzeworycie z XV wieku

Geisslerlieder, Flagellantenlieder – średniowieczne religijne pieśni ludowe śpiewane przez biczowników w Niemczech.
Najstarszy zachowany utwór tego rodzaju pochodzi z lat 1260–1262. Jednak większość pieśni powstała w czasie epidemii dżumy w 1349, kiedy to ruch biczowników, rekrutujący się głównie z biednych mieszkańców miast, przybrał masowy charakter. Pieśni dzieliły się na dwie główne grupy: liturgiczne (śpiewanie podczas obrzędu biczowania się) oraz pielgrzymkowe (mające charakter agitacyjny). Teksty utworów wyrażały niezadowolenie z rządów feudalnych Kościoła i możnych oraz protest przeciw uciskowi warstw niższych. Mimo zwalczania ruchu biczowników przez Kościół i możnych pieśni te utrzymały się do XVI wieku. 